# Culex pseudornatus
Culex pseudornatus är en tvåvingeart som beskrevs av Donald Henry Colless 1960. Culex pseudornatus ingår i släktet Culex och familjen stickmyggor. Inga underarter finns listade i Catalogue of Life.